# Hugo Tortilowicz von Batocki-Friebe

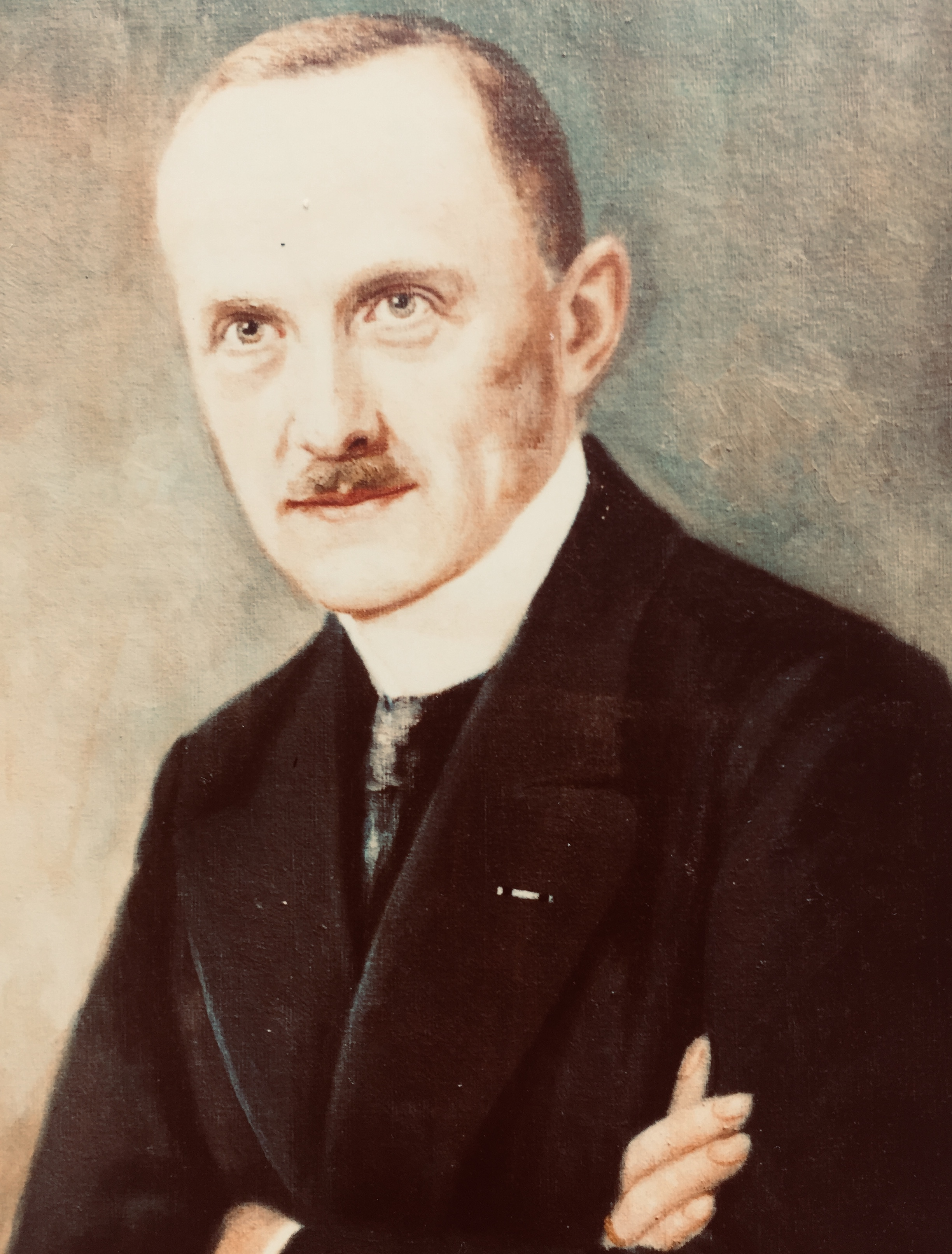
Landrat Hugo von Batocki, Ölgemälde (um 1914)

Hugo Emanuel Paul Tortilowicz von Batocki-Friebe bzw. von Batocki als Kurzform  (* 26. Februar 1878 in Königsberg, Ostpreußen; † 12. Juli 1920 in Darienen, Ortsteil von Bledau, Landkreis Königsberg, Ostpreußen) war königlich preußischer Landrat des Kreises Tuchel/Westpreußen.

## Leben

### Herkunft
Batocki entstammte einem ursprünglich in Litauen beheimateten Geschlecht und war der Sohn des Otto Tortilowicz von Batocki-Friebe (1835–1890), geboren als Otto Gerth, königlich preußischer Kammerherr, Mitglied des Deutschen Reichstags und Fideikommissherr auf dem ostpreußischen Gut Bledau, der 1857 in den preußischen Adelsstand erhoben worden war, und dessen Ehefrau Fanny, geborene Gräfin von Keyserlingk (1841–1919).
Der zweimalige Oberpräsident der Provinz Ostpreußen und Präsident des Reichsernährungsamtes Adolf Tortilowicz von Batocki-Friebe war sein Bruder.

### Werdegang
Hugo von Batocki studierte Jura an den Universitäten Bonn und Königsberg. 1896 wurde er Mitglied des Corps Borussia Bonn.
Von 1914 bis 1919 war er Landrat des Kreises Tuchel in Westpreußen.
Hugo von Batocki kam 1920 am Kurischen Haff in Darienen, das zum Bledauer Gutsbezirk der Batockis gehörte, durch ein irregeleitetes Jagdgeschoss ums Leben.

### Familie
Am 8. Oktober 1909 heiratete er in Allenstein (Ostpreußen) Annemarie von Platen (* 30. Juni 1888 in Greifenberg, Pommern; † 8. Dezember 1969 in Dortmund), die Tochter des königlich preußischen Generalleutnants Julius von Platen (Haus Parchow; 1853–1922) und dessen Ehefrau Agnes, geborene von Woedtke (1867–1927).
Das Ehepaar Hugo und Annemarie von Batocki hatte drei Kinder:
- Albrecht Tortilowicz von Batocki-Friebe (1911–1942), gefallen als wehrpflichtiger Panzergrenadier, Rechtsassessor
- Otto Tortilowicz von Batocki-Friebe (1914–1940), gefallen als Oberleutnant und Kompanieführer im Potsdamer Infanterie-Regiment 9
- Maria Tortilowicz von Batocki-Friebe (1915–2010), Ärztin ⚭ 1941 Friedhelm Graf von Matuschka Freiherr von Toppolczan und Spaetgen, Major a. D. im Potsdamer Infanterie-Regiment 9 bzw. der Abteilung Fremde Heere West, evangelischer Pfarrer in Dortmund-Wellinghofen